# Divaeuscollege

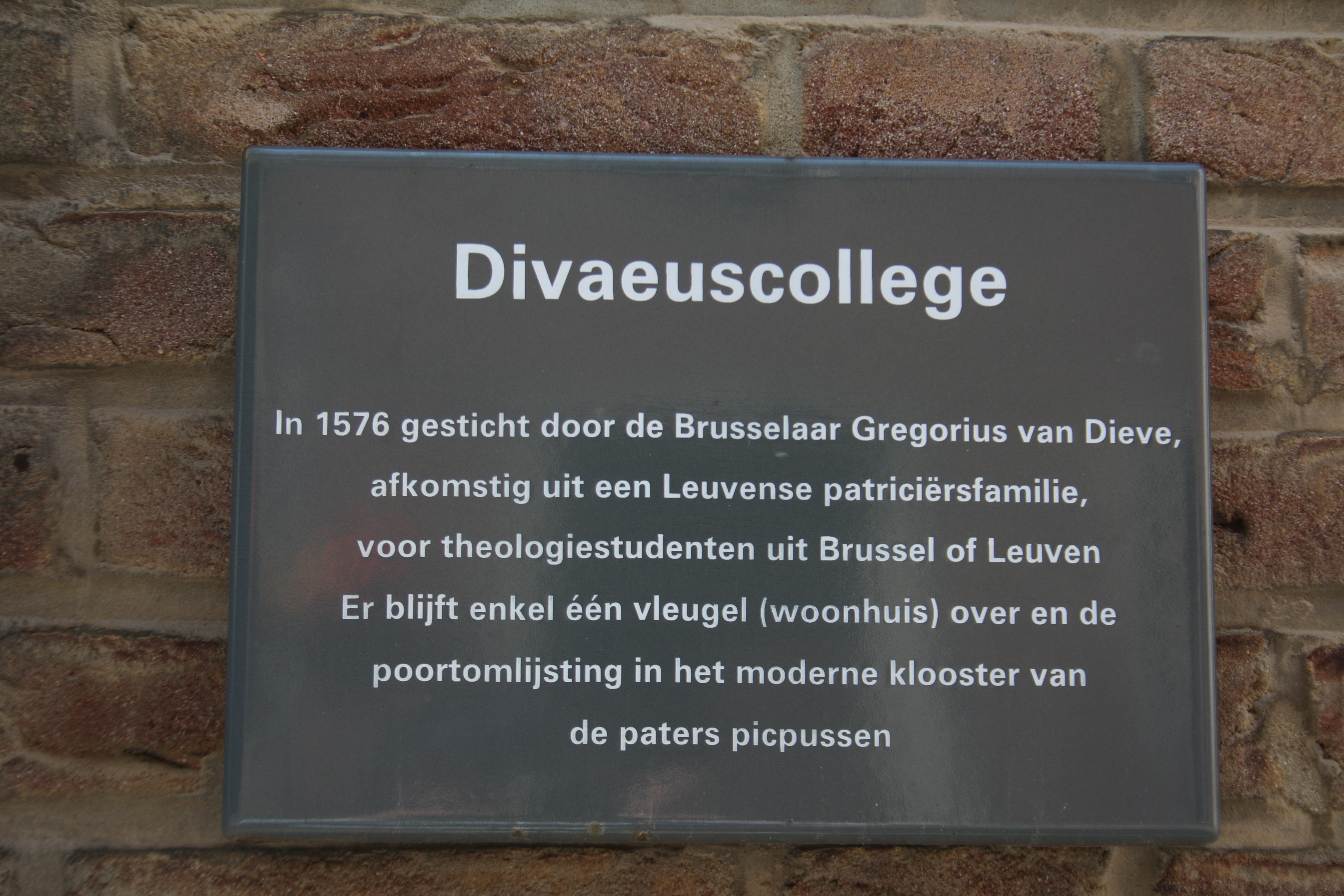

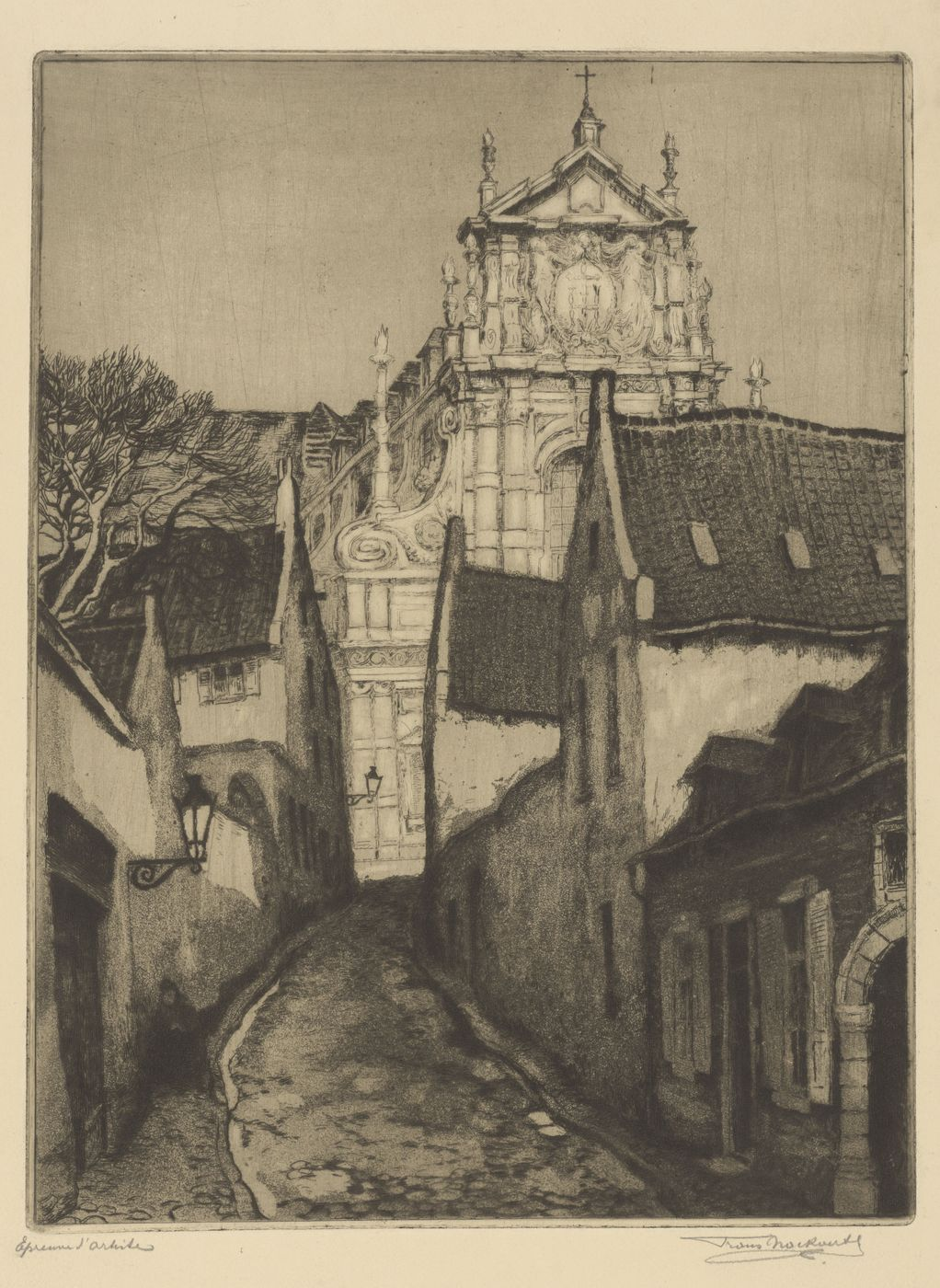
Eerste huis rechts, het Divaeuscollege op de Sint-Antoniusberg (Leuven).

Het Divaeuscollege of Brussels College was een studiehuis van de oude universiteit Leuven (Zuidelijke Nederlanden) van 1587 tot 1797.
Gregorius Divaeus liet bij testament zijn huis op de Sint-Antoniusberg in Leuven over als studiehuis. Dit huis was gelegen tussen de Sint-Antoniuskapel en het huis van professor Johannes Molanus. Het huis was afkomstig van zijn grootouders langs moeders kant, de familie van Vlaenderen. Het financieel beheer van het college lag zowel bij de pastoor van de Sint-Pieterskerk als bij een hoogleraar theologie van de universiteit. 
Divaeus had bepaald dat er 11 studenten theologie mochten wonen: 6 geboren Leuvenaars en 5 geboren Brusselaars. In 1775 werd het studiehuis volledig gerenoveerd; de restanten die nog te zien zijn dateren van de 18e eeuw, en dus niet meer van de 16e eeuw.
Met het Frans bestuur in Leuven werd de universiteit opgedoekt (1797) en hiermee ook het Divaeuscollege. In 1806 werd het Divaeuscollege openbaar verkocht. De twee nieuwe eigenaars, een priester en een leek, schonken het huis meteen aan Pierre-Joseph vander Veken, procureur van het Franse Keizerrijk in Leuven.
In 1840 kocht de orde van de Picpussen het Divaeuscollege als studiehuis voor hun priester-missionarissen. Dat er in Leuven en aan de Leuvense universiteit destijds Frans gesproken werd, heeft duidelijk meegespeeld in de aankoop door deze kloosterorde met hoofdzetel in Parijs. Dit 18e-eeuwse Divaeuscollege werd veel te klein voor de Picpussen. Kort nadien kochten de Picpussen de naburige panden op alsook de vervallen Sint-Antoniuskapel.
Zijn bewaard gebleven van het Divaeuscollege: 
- de 18e-eeuwse toegangspoort. Boven de poort staat de leuze: Collegium Domini Gregorii Divei Fundatum Anno: College van de heer Gregorius Divaeus, gesticht in het jaar (zonder datum).
- een waterpomp
- een waterput
- het deurportaal van de refter van het Divaeuscollege.